# Anna Sharyhina
Anna Borysivna Sharyhina (c.1978) es una feminista ucraniana y activista LGBT. Es cofundadora de la asociación feminista lésbica Esfera en Járkov y de la ONG KyivPride, el comité organizador de la Marcha del Orgullo de Kiev, así como coorganizadora de la Marcha del Orgullo de Járkov.
Sharyhina y su pareja, Vira Chemygina, llevan implicadas con la comunidad LGBT ucraniana y organizaciones de lesbianas durante más de una década.[¿desde cuándo?] Organizaron las primeras marchas de Kiev por la igualdad. La segunda marcha de Kiev por la igualdad, celebrada en 2015, estuvo acompañada por la policía y contó con el apoyo de diversas figuras públicas. Con todo, la marcha solamente duró 15 minutos debido a la violencia de extrema derecha contra los manifestantes. Diez personas, incluyendo a policías que custodiaban el evento, resultaron heridas.
La actividad feminista y LGBT de Sharyhina se enfrentó a una continua oposición en Ucrania. Cuando dio una conferencia sobre movimientos LGBT en una librería de Járkov, la reunión tuvo que ser trasladada dos veces: primero al centro de prensa Nakipelo de Járkov y después al centro Izoliatsia de Kiev. PrideHub, un centro comunitario de Járkov, fue atacado por hombres enmascarados con granadas de humo en julio de 2018; el edificio fue vandalizado más tarde con grafitis y sangre de animales. A pesar de que se denunciaran los hechos a la policía y se enviaran más de mil cartas de queja al ministro del Interior Arsén Avákov, nadie fue castigado por ello.
En marzo de 2019, Sharyhina estaba entre las que organizaron la Semana de Solidaridad de las Mujeres en Járkov durante la primera semana de marzo:

El objetivo del evento es volver a la esencia original del Día Internacional de la Mujer, cuando las mujeres se unen en la lucha por sus derechos. Este es un día de solidaridad femenina, no de ramos y dulces. La Semana de la Solidaridad de la Mujer es principalmente un proyecto educativo, y estamos unidas no contra algo, sino por el desarrollo de las mujeres, las comunidades de mujeres y toda la sociedad ucraniana.

En enero de 2020 Sharyhina criticó al secretario de Estado de los Estados Unidos Mike Pompeo por visitar Ucrania sin reunirse con los líderes de la comunidad LGBTQ.